# Saint-Étienne-Estréchoux

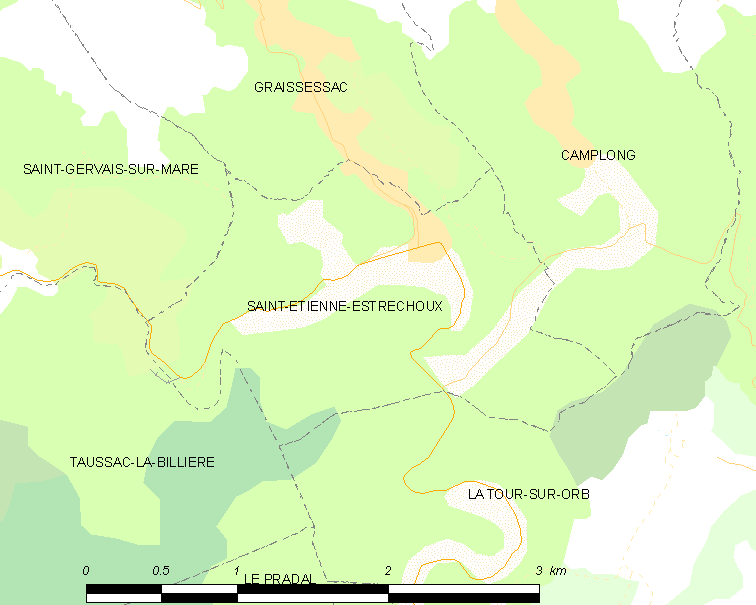
Mapa

 Saint-Étienne-Estréchoux  es una población y comuna francesa, situada en la región de Occitania, departamento de Hérault, en el distrito de Béziers y cantón de Clermont-l'Hérault. Según el censo de 2014, la comuna posee 269 habitantes.

## Demografía
| 595 | 502 | 405 | 354 | 291 | 262 |
| Para los censos de 1962 a 1999 la población legal corresponde a la población sin duplicidades (Fuente: INSEE [Consultar]) |     |     |     |     |     |